# 하타노 와타루
하타노 와타루(羽多野 渉, 1982년 3월 13일 ~ )는 일본의 성우이다. 소속사는 81 프로듀스. 나가노현 히가시치쿠마군 아사히촌 출신.

## 내력·특색
- 어뮤즈먼트 미디어 종합학원 성우·탈렌트과 졸업
- 2008년 제 2 회 성우 어워드 신인 남우상 수상 (《지구로...》- 샘 해밍턴 역)
- 스기타 토모카즈, 테라시마 타쿠마, 스즈키 타츠히사, 이치키 미츠히로등과 친하며, 〈스기타 패밀리〉로 불린다.
- 고등학교 재학시절 방송부 스탭이었다. (당시 학교에는 연극부도 있었으나 교정에서 운동부가 연습하고 있을 때 같이 연습해야 했기에 부끄러워 들지 않았다고 한다.)
- 어머니가 성우나 아이돌을 굉장히 좋아해, 함께 TV를 시청할 때 "저 캐릭터와 이 캐릭터는 같은 사람이 연기하고 있단다" 라며 가르쳐 주는 사이, 흥미가 생겨 자신도 성우가 되고 싶어졌다고 한다.
- 기본적으로 애니메이션에서는 조연을 맡는 경우가 많으나 게임에서는 주연을 맡는 경우가 많다.

## 인물·에피소드
- 〈와타루(渉)〉라는 이름은 리카짱의 초대 보이 프렌드인 〈와타루군〉에서 유래하였다. 성씨인 〈하타노(羽多野)〉도 에도 시대까지는 일반적으로 〈하타노(波多野)〉였으나 지방 유지였던 선조께서 "돈을 깃털날리듯이 날릴 수 있었으면 좋겠다"는 뜻으로 〈하타노(羽多野)〉 로 바꾸었다고 한다. (주간 소년 팡 2007년 3월 2일 방송분에서 본인담)
- 어머니가 자신이 출연하고 있는 BL 라디오(혹은 BL CD) 등 음원을 직장에서 틀고 있다(유사 코지 왈), 성우잡지 등에서 부록으로 주는 자신의 포스터를 직장에 붙이고 있다(카키하라 테츠야 왈)는 등 많은 무용담이 업계에 전해져 내려오고 있다. "보통은 엄마한테 말 안하잖아!"하고 날카로운 딴지가 걸리기도 하나 이미 하타노 모자의 수많은 설화는 훈훈한 이야기로 받아들여지고 있다.
- 초등학교 시절, 같은 지역사람인 카미죠 츠네히코나 극단 후루사토 캐러반의 멤버들과 뮤지컬을 한 적이 있다.
- 스기타 패밀리 이외에도 오노 다이스케, 카키하라 테츠야등과도 사이가 좋다. 또한 처음 오노와 만났을 때 "눌러주겠어!"란 소리를 들었다.
- 꾸밈없고 솔직한 성격이라 주위 사람들이 잘 놀린다. 마찬가지로 잘 놀림받는 선배 나미카와 다이스케조차 재밌어하면서 괴롭힐 정도. 오노 다이스케에게 "(하타노는) 내가 유일하게 'S'가 될 수 있는 상대"라는 소리까지 들었다(《12인의 상냥한 암살자 side R》제 10회). 참고로 《12인의 상냥한 암살자 side R》를 진행하고 있는 스기타는 그 자리에 없는 하타노의 화제를 꺼내 게스트와 함께 하타노를 놀리기도 한다.
- 막말연화 신선조의 이벤트에 출연했을 때, 스와베 쥰이치가 입고 있는 베스트(Vest)를 가리켜 "조끼 멋있는데!" 라고 말한 것이 발단이 되어 시종일관 '조끼'라 불리며 놀림을 당했다. 또한 이벤트 종료 후 〈조끼 헹가래〉를 당하기도 하였다(입고 있던 조끼를 헹가래한 것이지 본인이 헹가래를 당한 것이 아니다). 지금도 조끼라 불리는 일이 많으며, 하타노가 스와베와 함께 진행을 맡고 있는 《샤이닝 포스 패더 ~포스 MAX 전개 라디오~》에서 그 일에 대해 쓴 소리를 하기도 하였다(한편 스와베는 그것을 전혀 개의치 않아하며, 오히려 '저스티스'라는 새로운 별명을 붙였다). 참고로 스와베에게 그 조끼를 빌려준 적도 있다.
- 《샤이닝 포스 패더 ~포스 MAX 전개 라디오~》에서 청취자에게 "남자의 유두는 왜 있는 걸까요?"라는 질문을 받고 "유룬은 그 사람의 인생의 연륜" 이라고 대답하여 스와베에게 실컷 놀림을 당했다. 또한 스와베는 그 일이 위키피디아에 올라갈 것이라고 예언을 하기도 하였다. 제 6회 방송에서 《샤이닝 포스》시리즈의 팬이자 게스트로 출연한 카미야 히로시에게 그 질문을 하자 "《샤이닝 포스》라는 게임을 알고나 있는거야?", "이런 망나니 같은 퍼스널리티 두 사람이 유두 이야기로 방송을 흐리다니!" 샤이닝 포스의 역사에 먹칠을 하는 거라며 두사람 모두를 질책하였다.
- 자주 놀림을 당하지만, 본인이 주연을 맡은 《노을빛으로 물드는 언덕》의 라디오 《코야마 리키야x히로하시 료의 노을빛으로 불드는 라디오》에 게스트로 출연했을 때 라디오 코너인 〈대결! 시츄에이션 말잇기〉등에서 퍼스널리티이자 BL을 싫어하는 코야마 리키야에게 틈만나면 BL 이야기를 하려고 해 제지를 받기도 하였다.
- 이벤트 등에서 자주 너무 긴장한 나머지 복통을 일으키고 있는 듯 하다(기본적으로 본인이 배가 아프면 주변 사람들에게 말한다). 또한 긴장하면 이야기 하는 도중 목소리가 점점 커지며 갈라지기도 한다. 그러나 온화한 성격과 다른 사람의 이야기를 잘 들어주는 장점을 살려 토크 진행을 맡는 일도 많다.
- 격투 게임《스트리트 파이터 IV》의 출연이 결정되었을 때, 당시에는 스킨헤드에 도복을 입은 신규 캐릭터를 맡기로 하였으나 보이스 녹음 직전에 캐릭터 디자인이 변경되어, 팩스로 받은 변발에 뚱뚱하게 살 찐 캐릭터를 보고 눈을 의심했다고 게임특전 DVD 동영상에서 말하였다.
- TV 애니메이션《바질리스크 ~코우가인법첩~》에서 미즈키 나나와 함께 출연했을 때 라이브에 초대받은 이후, 미즈키 나나의 팬이 되어 자주 라이브를 보러 간다고 한다. 또한 "이상형은 미즈키 나나", "(미즈키는) 뭘 입어도 잘 어울린다" 고 발언하기도 한다고 한다.(주로 스기타 토모카즈 왈)
- 《세븐 고스트》의 인터넷 라디오 《07-GHOST the WORLD》에서 어렸을 때 좋아하는 아이가 졸던 책상에 뺨을 대고 부비부비(일어로 스리스리)했던 일을 커밍아웃, 나미카와 다이스케에게 하타노 스리오라는 별명이 붙여졌다.

## 출연작
※ 굵은 글씨는 주인공 또는 주요 인물.

### TV 애니메이션
2001년
- 하품의 요정 아쿠비 (台東ケン)

2003년
- 아소봇전기 오공 (카르마)
- 어벤져 (시민)
- 신나는 과학 어드벤쳐 아하! 그렇구나 (도둑 고양이)
- 돌격! 크로마티 고교 (와르 D, 마이엘고 와르A)
- 은하철도 이야기 (에드윈 실버, 테리 골드먼, 해적 2, SPG B)
- 쿄고쿠 나츠히코 항간에 떠도는 100가지 이야기 (고용인 A)
- 탐정학원 Q (후지타 히로시, 사쿠마 히비키, 에키드나)
- 모험유기 플라스터 월드 (감시 메카, 그립족 A, 감시 메카)
- 마부라호 (남학생)

2004년
- 우타가타 (시게루)
- 고쿠센 (카메이 선생)
- 선생님의 시간 두근두근 학교 시간 (신카와 선생님, 술주정꾼)
- 조이드 퓨저스 (남자 A, 야지우마 A)
- 가라! 엉뚱한 3인조 (츠가와)
- 천상천하 (샐러리맨 A)
- 하나우쿄 메이드대 La Verite (코마케 스탭)
- 블리치 (베이스의 하루토키)
- 마시마로 통신 (썬더, 에드워드, 스몰 페어리즈, 남학생)
- 매드렉스 (가루자 병사)
- 미도리의 나날 (부하 2, 손님A, 피자 배달원, 아나운서, 남학생 A)
- 몽키턴 (선수)
- 몽키턴 V (타도 미치루, 선수)
- 유메리아（미쿠리 토모카즈）
- 라그나로크 더 애니메이션 (고블린 2, 산적 D)
- 메이저（미야자키/로이）
- 미르모 퐁퐁퐁 원더풀 (마츠타케 방위 대원, 만담 콤비 테츠오, 남학생 D)

2005년
- 오! 나의 여신님(남학생 외)
- 두근두근 비밀친구（파파, 야요이군?, 마츠모토 씨, 사유키, 마구로의 안는 베개, 돈의 샤치호코）
- 응석부리지마!! (야나기)
- ARIA THE ANIMATION (히메야 B #2)
- 이타텐 점프 (마코토의 아버지)
- 사모님은 여고생(남학생)
- 학원앨리스 (남학생 A)
- 건퍼레이드 오케스트라 백의 장 (현장 리포터)
- 이것이 나의 주인님 (친위대 B)
- 금색의 갓슈벨 (병사)
- 투구벌래 왕자 무시킹 ~숲의 백성의 전설~ (마을사람)
- 지옥소녀（이와시타 다이스케）
- 스타쉽 오페레이터즈 (자위관)
- 스나보즈 (사령, 공무원)
- 바질리스크 ~코우가인법첩~（치쿠마 코시로）
- 허니와 클로버（신씨）
- VIEWTIFUL JOE（달링）
- 판타스틱 칠드런 (소란)
- 신비한 별의 쌍둥이 공주 (토르스)
- 후타코이 얼터너티브
- 블리치 (사신과 마을 사람(1),보하하 4, 13번대 대원 3)
- 메이저 1기（심판）

2006년
- 오! 나의 여신님 각각의 날개(엔지니어, 카메라맨 외)
- ARIA The NATURAL (아츠시(아야짱의 형부) 25화)
- 응석부리지마!! 갈! (야나기)
- NHK에 어서 오세요!(스도 에이토(강사) 외)
- 오란고교 호스트부(카사노다 리츠, 22,23화)
- 이제 막 만든 뮤지컬 네리마 무 브라더스 (호스트 외)
- 학원 헤븐 BOY'S LOVE SCRAMBLE! (학생 A)
- 기신포후 데몬베인 (전사의 목소리)
- 강식장갑 가이버 (레지스탕스)
- 은하철도 이야기 ~영원에의 분기점~ (케빈, 블룸)
- 은혼 (히라가 사부로)
- 교향시편 유레카 세븐 (캡틴)
- 실크로드 소년 유토 (오손의 백성, 틴, 아베 나카마루 외)
- 스파이더 라이더스 ~오러클의 용사들~ (중대장 외)
- 츠바사 -RESERVoir CHRoNiCLE- (비요, 부하)
- NIGHT HEAD GENESIS（이즈미 유키오）
- 바텐더 (청년 사마오카)
- 허니와 클로버 2（신씨）
- 신비한 별의 쌍둥이 공주 꼬옥! (토르스)
- 블리치 (사신 A)
- 마지카노 (신이치)
- 메이저 2기 (야마노)
- RED GARDEN (에밀리오)
- 연금 3급 매지컬 포캉 (탄 외)

2007년
- Yes! 프리큐어5 (남자)
- 웰베르 이야기 ~Sisters of Wellber~ (텐)
- 기신대전 기간틱 포뮬러 (이토 우시오)
- 키스덤 -ENGAGE planet- (부장)
- 키라링☆레볼루션 (칸야마 디렉터)
- 은혼 (츠요시, 파루코 3남)
- 지옥소녀 2기 [[신사부로, 21화)
- 소년음양사 (천황)
- 세인트 비스트 ~광음서사시천사담~ (천사 유리)
- 제로의 사역마 ~쌍월의 기사~ (헨리)
- 흑의 계약자 (쟝)
- 지구로...（샘 휴스턴）
- 델토라 퀘스트 (관객)
- 디 그레이맨 (현상금 사냥꾼 A)
- 바카노! (샤프트)
- 메이저 3기 (미야자키)
- 레 미제라블 소녀 코제트(콘브펠)

2008년
- 노을빛으로 물드는 언덕 (나가세 쥰이치)
- 키라링☆레볼루션 3시즌 (아즈마타 코타츠키)
- 스케아 크로우만 (밥)
- 절대가련 칠드런 (켄 맥가이어)
- 소울 이터 (하버드 에크레일)
- 노기자카 하루카의 비밀( 아야세 유우토)
- BLASSREITER (이고)
- 포르피의 기나긴 여행 (왕자)
- 무한의 주인 (마코토)
- 메이저 4기 (로이, 미야자키, 그렉)
- 모노크롬 팩터（마스터(와가츠마 슈이치)）
- 우리 집의 여우신령님 (천호 교쿠요(남))

2009년
- 공중그네 (야스카와 히로미)
- 완소 퍼펙트 반장 (네리마 다이콘)
- 속삭임 (카자마 노리오)
- 세븐 고스트 (하루세)
- 티어즈 투 티아라 -화관의 대지- (테키무스)
- 도쿄 매그니튜드 8.0 (쿠사카베 류타)
- 나루토 질풍전 (야히코)
- 꽃 피우는 청소년 (레온)
- 노기자카 하루카의 비밀 퓨어 렛차 (아야세 유우토)
- 메이저 5기 (미야자키)

2010년
- 페어리테일 (가질 레드폭스)
- 메탈 파이트 베이블레이드 (왕 다샹)

2012년
- 아빠 말 좀 들어라! (세가와 유타)
- 백곰카페 (한다)

2013년
- 절대가련 칠드런 The unlimited 효부 쿄스케 (후지우라 요우)

2014년
- 미확인으로 진행형 (미츠미네 하쿠야)
- 농림 (카마토리 케이)
- 하마토라 (무라사키)
- 쿠로코의 농구 (미부치 레오)

2019년
- 앙상블 스타즈! (오토가리 아도니스)

2020년
- 무효와 로지의 마법률상담사무소 2기 (페이지 크라우스)
- A3! (우츠키 치카게)

### OVA
- 노을빛으로 물드는 언덕 하드코어 (나가세 쥰이치)
- Angel's Feather #1 전조 (나카죠 유토)
- 돈이없어 (쿠바 미사오)
- SEX PISTOLS (후지하라 시로)
- 네토란몬 THE MOVIE (시바모리)
- 린의 날개 제 1화

### 게임
2006년
- Lamento -BEYOND THE VOID- (아사토)

2007년
- 록맨 젝스 어드벤트 (샤르나크)

2008년
- sweet pool (사키야마 요우지)

2009년
- S.Y.K ~신설서유기~ (팔계)

2013년
- 죠죠의 기묘한 모험 All Star Battle (히가시카타 죠스케)

2015년
- 앙상블 스타즈! (오토가리 아도니스)

### 외화 더빙
- 거침없이 하이킥- 이윤호 역(배우 정일우)